# Science4Life
Science4Life é uma iniciativa independente de empreendedores dedicada a apoiar a criação de empresas com foco tecnológico, centrando-se nas indústrias de Ciências da Vida, Química e Energia. Isso é feito de forma gratuita através de uma ampla oferta de informações online, bem como workshops e seminários. O principal foco da iniciativa de empreendedores é o concurso anual nacional Science4Life Venture Cup, bem como o Science4Life Energy Cup. A Science4Life recebe apoio financeiro do estado de Hesse e da empresa farmacêutica Sanofi. Além disso, especialistas de quase 200 organizações de pesquisa e empresas se envolvem voluntariamente no apoio e aconselhamento aos empreendedores. Os patrocinadores da iniciativa de empreendedores são o Ministro da Economia de Hesse e o Diretor de Pesquisa e Desenvolvimento da Sanofi Alemanha.

## História
Science4Life foi lançado em 1998 como uma iniciativa sem fins lucrativos pelo estado de Hesse e pela Hoechst AG. Desde 2003, Science4Life é uma associação registada. Em 2004, organizou-se o fórum de investimento Seed4Money, que facilitou o encontro entre empreendedores, investidores e representantes da indústria. No período subsequente, as organizações sucessoras da Hoechst AG assumiram o papel de patrocinadores industriais, primeiro a Aventis SA e depois a Sanofi-Aventis. O Science4Life ofereceu seus primeiros seminários online em 2008, enquanto a fase de ideias do Science4Life Venture Cup foi introduzida em 2012. Três anos depois, o concurso foi expandido com o elemento do Technology Slam, onde os participantes explicam criativamente a sua ideia de negócio a uma audiência em três minutos.
Em 2018, a Science4Life celebrou o seu 20º aniversário. No mesmo ano, o Venture Cup atingiu um recorde no número de participantes e foi apresentado o milésimo plano de negócios na competição.

## Ganhadores
- 1999 N-Zyme BioTec GmbH (Darmstadt, Alemanha)
- 2000 Vasopharm GmbH (Würzburg, Alemanha)
- 2001 Nanosolutions GmbH (Hamburgo, Alemanha)
- 2002 WonDrug Biosciences GmbH (Marburg, Alemanha)
- 2003 AlcaSynn Pharmaceuticals GmbH (Innsbruck, Áustria)
- 2004 Si4Health GmbH (Ratisbona, Alemanha)
- 2005 Innoviscoat GmbH (Colônia, Alemanha)
- 2006 PURinvent GmbH (Göttingen, Alemanha)
- 2007 Spherotec GmbH (Martinsried, Alemanha)
- 2008 t2cure GmbH (Frankfurt am Main, Alemanha)
- 2009 PEPperPRINT GmbH (Heidelberg, Alemanha)
- 2010 XL biologics (Freising / Weihenstephan, Alemanha)
- 2011 Nano4Imaging GmbH (Aachen, Alemanha)
- 2012 AdiuTide Pharmaceuticals GmbH (Frankfurt am Main, Alemanha)
- 2013 MetaHeps GmbH (Munique, Alemanha)
- 2014 Hydrogenious Technologies GmbH (Nuremberga, Alemanha)
- 2015 TolerogenixX (Heidelberg, Alemanha)
- 2016 NanoWired (Darmstadt, Alemanha)
- 2017 aidCURE (Frankfurt am Main, Alemanha)
- 2018 VARIOKAN (Gießen, Alemanha)
- 2019 Mediaire GmbH (Berlim, Alemanha)
- 2020 YURI GmbH (Meckenbeuren, Alemanha)
- 2021 Nephrolytix (Berlim, Alemanha)
- 2022 CatSper (Münster, Alemanha)